# Arcynopteryx compacta
Arcynopteryx compacta är en bäcksländeart som först beskrevs av Robert McLachlan 1872.
Arcynopteryx compacta ingår i släktet Arcynopteryx och familjen rovbäcksländor. Arten är reproducerande i Sverige. Inga underarter finns listade i Catalogue of Life.